# Langspitzige Esche
Die Langspitzige Esche (Fraxinus longicuspis) ist eine Laubbaumart aus der Gattung der Eschen in der Familie der Ölbaumgewächse. Ihr natürliches Verbreitungsgebiet liegt in Japan.

## Beschreibung
Die Langspitzige Esche ist ein kleiner, laubabwerfender Baum der eine Höhe von 20 Meter erreicht, oft aber strauchig bleibt. Die Zweige sind graubraun und stumpf vierkantig. Die Endknospen sind braun und kraus behaart. 
Die gegenständigen und gestielten Laubblätter sind 10 bis 20 selten bis 25 Zentimeter lang, unpaarig gefiedert und bestehen aus 5 bis 7 selten bis 9 deutlich gestielten Blättchen. Die eiförmigen bis elliptischen Blättchen sind 5 bis 12 Zentimeter lang, zugespitzt bis geschwänzt mit einer keilförmigen bis abgerundeten Basis. Der Blättchenrand ist gekerbt-gesägt. Die Unterseite ist mehr oder weniger dicht behaart. 
Die Blüten sind androdiözisch verteilt und stehen in kahlen, endständigen Rispen. Die Blüten erscheinen mit den Blättern im Mai. Die Blüten sind männlich oder zwittrig, Kronblätter fehlen.
Als Früchte werden 2,5 bis 3 Zentimeter lange, flache, einseitig geflügelte und einsamige Nussfrüchte gebildet, deren Flügelsaum mehr oder weniger bis zur Mitte herabläuft.

## Verbreitung und Ökologie
Das Verbreitungsgebiet der Langspitzigen Esche liegt in Japan ohne Hokkaidō. Dort gedeiht sie in Auen- und Ufergehölzen auf mäßig trockenen, frischen bis feuchten, neutralen bis alkalischen, sandig-kiesigen, sehr nährstoffreichen Böden an sonnigen Standorten. Sie ist hitzeverträglich, jedoch nur mäßig frosthart.

## Systematik
Die Langspitzige Esche (Fraxinus longicuspis) ist eine Art aus der Gattung der Eschen (Fraxinus) in der Familie der Ölbaumgewächse (Oleaceae). Sie wird der Sektion Ornus zugeordnet.

## Verwendung
Die Langspitzige Esche wird selten wegen ihres Holzes genutzt.